# Quan điểm phát triển khoa học
Quan điểm phát triển khoa học (科学发展观, phiên âm Hán Việt: Khoa học phát triển quan) là một học thuyết của Hồ Cẩm Đào, nối tiếp học Thuyết Ba Đại Diện của Giang Trạch Dân. Học thuyết được đưa ra vào Đại hội đại biểu toàn quốc lần thứ 18 Đảng Cộng sản Trung Quốc (11/2012). Cùng với chủ nghĩa Mác-Lênin, tư tưởng Mao Trạch Đông, lý luận Đặng Tiểu Bình và tư tưởng "3 đại diện", trở thành tư tưởng chỉ đạo của Đảng Cộng sản Trung Quốc.

## Hoàn cảnh ra đời
Tại Đại hội Đại biểu Toàn quốc lần thứ 18 Đảng Cộng sản Trung Quốc (11/2012), Tổng Bí thư Hồ Cẩm Đào đã trình bay bản báo cáo chính trị nhan đề "Kiên quyết tiến theo con đường Chủ nghĩa xã hội đặc sắc Trung Quốc, phấn đấu hoàn thành xây dựng toàn diện xã hội khá giả", trong đó khẳng định: "Hệ thống lý luận xã hội chủ nghĩa đặc sắc Trung Quốc là hệ thống lý luận khoa học, bao gồm Lý luận Đặng Tiểu Bình, Tư tưởng quan trọng "Ba đại diện", quan điểm phát triển khoa học là sự kiên trì và phát triển Chủ nghĩa Mác-Lê và Tư tưởng Mao Trạch Đông".